# 変死体
変死体（へんしたい）とは、日本の刑事訴訟法第229条において取り扱いが規定されている、変死者または変死の疑いのある死体の二者を総括した呼び名のこと。

## 概要
変死者
異状死体の一部で、医師によって明確に病死や自然死であると判断されず、かつ、死亡が犯罪によるものであるという疑いのある死体のこと。
変死の疑いのある死体
異状死体の一部で、医師によって明確に病死であると判断されておらず、かつ、死亡が犯罪によるものであるか不明である死体のこと。
つまり両者をまとめると、変死体とは、死亡が犯罪に起因するものでないことが明らかではない死体のこと。変死体は通常の医師では死亡診断を下すことが出来ず、警察官による検視の対象となり、監察医や法医学研究室等の検案によって死因の判断が行われる。また、死因疎明に必要があれば行政解剖や親族の承諾による任意の解剖、犯罪死の可能性がある場合は司法解剖の対象となる。